# Jane Bennet
Jane Bennet is een romanpersonage uit Jane Austens boek Pride and Prejudice. Ze is de oudste zuster van Elizabeth Bennet, de protagoniste uit het verhaal.

## Karakter en rol in het verhaal
Jane, of Ms. Bennet zoals ze door haar omgeving wordt genoemd, is 22 jaar aan het begin van het boek. Ze wordt algemeen beschouwd als de mooiste jonge vrouw uit de omgeving, en is zeer vriendelijk en rustig van aard. Ze is geneigd om van iedereen slechts de goede kant te zien, zelfs wanneer duidelijk wordt dat een persoon een kwaadaardig karakter heeft.
Jane wordt aan het begin van het boek voorgesteld aan Charles Bingley, een rijke jongeman die op het nabijgelegen landgoed Netherfield is komen wonen. Jane en Bingley worden op slag verliefd op elkaar. Mr. Darcy, Bingley's beste vriend, weet de twee nog tijdelijk uiteen te drijven, maar wanneer duidelijk wordt dat Darcy het met zijn mening over Jane en haar schijnbare onverschilligheid jegens Bingley bij het verkeerde eind had besluit Bingley direct om Jane ten huwelijk te vragen.

## Film- en televisievertolkingen
- Maureen O'Sullivan in de bioscoopversie uit 1940
- Sabina Franklyn in de BBC-televisiebewerking uit 1980
- Susannah Harker in de BBC-televisiebewerking uit 1995
- Rosamund Pike in de bioscoopfilm uit 2005
- Bella Heathcote in de parodiefilm Pride and Prejudice and Zombies uit 2016